# Leopold Neuman
Leopold Martin Neuman, född den 11 september 1852 i Halmstad, död den 17 februari 1922 i Ystad, var en svensk botanist.
Neuman blev filosofie doktor i Lund 1881, lektor i kemi och naturalhistoria i Sundsvall 1883 och vid högre realläroverket på Östermalm i Stockholm 1904 samt 1891 rektor vid Ystads allmänna läroverk. Han tog 1917 avsked från skolan. Han var 1913-19 sekreterare i Skånes naturskyddsförening.
Neuman författade en mängd uppsatser av floristiskt innehåll och vann anseende som god kännare av Sveriges flora. I förening med Lars Johan Wahlstedt och Svante Murbeck utgav han exsickatverket Violæ Sueciæ exsiccatæ (I, 1886, II, 1893) och i förening med Fredrik Elias Ahlfvengren Sveriges flora (fanerogamerna, 1901).